# Simon Dereure
Simon Dereure (Lapalisse, 1º dicembre 1838 – Parigi, 17 luglio 1900) è stato un operaio francese, personalità della Comune di Parigi.

## Biografia
Operaio calzolaio come il padre, si stabilì a Parigi nel 1863 e vi fondò una camera sindacale. Nel 1869 prese parte al congresso di Basilea della I Internazionale e nel 1870 fu condannato a tre anni di carcere per «attentato alla sicurezza dello Stato».
Liberato alla proclamazione della Repubblica, nel settembre del 1870, divenne membro del 61º battaglione della Guardia nazionale e del Comitato di vigilanza del XVIII arrondissement, del quale divenne vicesindaco nelle elezioni municipali del 5 novembre.
Il 26 marzo 1871 fu eletto al Consiglio della Comune e fu membro della Commissione sussistenza e poi della Commissione giustizia. Favorevole all'istituzione del Comitato di Salute pubblica, fu commissario civile al fianco del generale Jaroslaw Dombrowski. Combatté sulle barricate durante la Settimana di sangue e sfuggì alla repressione versagliese rifugiandosi in Svizzera, mentre la corte marziale lo condannava a morte.
Alla fine del 1871 si stabilì a New York. Al congresso dell'Aja del 1872 votò l'espulsione di Bakunin dall'Internazionale e fu eletto membro del Consiglio generale. Tornò in Francia con l'amnistia del 1880 e aderì al Partito operaio socialista rivoluzionario.